# Veselé
Veselé es una localidad del distrito de Děčín en la región de Ústí nad Labem, República Checa, con una población estimada a principio del año 2018 de 345 habitantes. 
Se encuentra ubicada al noreste de la región, en la ladera sur de los montes Metálicos, cerca del río Elba, de la región de Liberec y del estado alemán de Sajonia.